# Tullgrenella guayapae
Tullgrenella guayapae là một loài nhện trong họ Salticidae.
Loài này thuộc chi Tullgrenella. Tullgrenella guayapae được María Elena Galiano miêu tả năm 1970.